# Elecciones presidenciales de Togo de 2003
Las elecciones presidenciales de Togo de 2003 se llevaron a cabo el 1 de junio. Gnassingbé Eyadéma, de la Unión del Pueblo Togolés, accedió a su quinto mandato constitucional al obtener casi el 58% de los votos, superando a Emmanuel Bob-Akitani, de la Unión de Fuerzas para el Cambio. La UFC no reconoció los resultados y emitió su propio escrutinio, revelándose que Bob-Akitani había recibido entre el 60 y el 70% de los votos y Eyadéma solo el 10%. Sin embargo, de todas formas Eyadéma fue juramentado por quinta y última vez, pues moriría poco más de un año más tarde, siendo sucedido por su hijo, Faure Gnassingbé.

## Resultados
| Candidato                          | Partido                                         | Votos     | %    |
| ---------------------------------- | ----------------------------------------------- | --------- | ---- |
| Gnassingbé Eyadéma                 | Unión del Pueblo Togolés                        | 1.345.159 | 57.8 |
| Emmanuel Bob-Akitani               | Unión de Fuerzas para el Cambio                 | 784.102   | 33.7 |
| Yawovi Agboyibo                    | Comité de Acción para la Renovación             | 119.372   | 5.1  |
| Dahuku Péré                        | Pacto Socialista para la Renovación             | 51.304    | 2.2  |
| Edem Kodjo                         | Convergencia Patriótica Panafricana             | 22.482    | 1.0  |
| Nicolas Lawson                     | Independiente                                   | 4.847     | 0.2  |
| Léopold Gnininvi                   | Convención Democrática de los Pueblos Africanos | Retirado  | 0.0  |
| Votos en blanco/anulados           | Votos en blanco/anulados                        | 469       | –    |
| Total                              | Total                                           | 2.327.735 | 100  |
| Votantes registrados/participación | Votantes registrados/participación              | 3.223.353 | 70.0 |
| Fuente: Adam Carr                  |                                                 |           |      |